# Niphates olemda
Niphates olemda är en svampdjursart som först beskrevs av de Laubenfels 1954.  Niphates olemda ingår i släktet Niphates och familjen Niphatidae.
Artens utbredningsområde är Palau. Inga underarter finns listade i Catalogue of Life.